# Blaise Dariot
Blaise Dariot, né le 1er juillet 1760 à Toulouse, mort le 11 messidor an II (29 juin 1794) à Paris, est un homme politique de la Révolution française.

## Biographie
La monarchie constitutionnelle mise en place par la constitution du 3 septembre 1791 prend fin à l'issue de la journée du 10 août 1792 : les bataillons de fédérés bretons et marseillais et les insurgés des faubourgs de Paris prennent le palais des Tuileries. Louis XVI est suspendu et incarcéré à la tour du Temple avec sa famille.
En septembre 1792, Blaise Dariot, alors médecin et juge au tribunal de Saint-Gaudens, est élu député suppléant du département de la Haute-Garonne, le premier sur quatre, à la Convention nationale.
Il est appelé à siéger pour remplacer Jean Julien « de Toulouse ». Le 25 ventôse an II (15 mars 1794), Blaise Dario, mis en arrestation par le député Pierre-Arnaud Dartigoeyte, alors représentant en mission en Haute-Garonne, est libéré et admis à rentrer au sein de la Convention. Le 23 prairial (11 juin), après un rapport de Joseph-Nicolas Barbeau-Dubarran, membre du Comité de Sûreté générale, Blaise Dariot est finalement déclaré inadmissible au sein de la Convention en raison de ses positions fédéralistes et de son hostilité aux journées du 31 mai et du 2 juin. Il est remplacé par le deuxième suppléant de la Haute-Garonne en thermidor (août), Pierre Alard.
Le 11 messidor (29 juin), il est condamné à mort par le tribunal révolutionnaire et exécuté.

## Sources
1. ↑  Archives de Paris, « État-civil reconstitué, registre des décès, vue 9/51, 5Mi1 1134 » , sur www.archives.paris.fr (consulté le 25 octobre 2024)
2. ↑  Ducom, André Jean (1861-1923), Lataste, Lodoïs (1842-1923) et Pionnier, Constant (1857-1924), « Archives parlementaires de 1787 à 1860, Première série, tome 52, Liste des députés par départements » , sur www.gallica.bnf.fr, 1897 (consulté le 25 octobre 2024)
3. ↑  Bouloiseau, Marc (1907-1999), Lefebvre, Georges (1874-1959) et Reinhard, Marcel (1899-1973), « Archives parlementaires de 1787 à 1860, Première série, tome 86, séance du 25 ventôse an II (15 mars 1794) » , sur www.persee.fr, 1965 (consulté le 25 octobre 2024)
4. ↑  Alquier, Aline et Gut, Philippe, « Archives parlementaires de 1787 à 1860, Première série, tome 76, séance du 23 prairial an II (11 juin 1794) » , sur www.persee.fr, 1976 (consulté le 25 octobre 2024)
5. ↑  Alquier, Aline et Brunel, Françoise, « Archives parlementaires de 1787 à 1860, Première série, tome 94, séance du 16 thermidor an II (3 août 1794) » , sur www.persee.fr, 1985 (consulté le 25 octobre 2024)